# Колчедан (селище)
Колчеда́н (рос. Колчедан) — селище у складі Каменського міського округу Свердловської області.
Населення — 38 осіб (2010, 57 у 2002).
Національний склад станом на 2002 рік: росіяни — 91 %.